# Cristina Rodrigues
Maria Cristina Pacheco Rodrigues (14 de junho de 1985) é uma política e advogada portuguesa.  Atualmente, exerce as funções de deputada à Assembleia da República e vice-presidente do conselho de jurisdição nacional do CHEGA. No grupo parlamentar do partido, assume o cargo de vice-presidente.
Foi deputada à Assembleia da República na XIV legislatura, inicialmente como membro da bancada parlamentar do PAN e mais tarde como deputada não inscrita, após deixar o partido a 25 de junho de 2020. Em janeiro de 2024, foi anunciada como a primeira mulher, candidata número três, pela lista do Porto do CHEGA para as eleições legislativas de 2024. Voltou ao hemiciclo na XVI Legislatura, após ser eleita deputada pelo CHEGA.

## Atividade política
Em agosto de 2021, propôs a abolição das touradas e a criação de apoios para a reconversão das praças de touros em espaços culturais, por meio de um projeto de lei apresentado na Assembleia da República.
Em 23 de março de 2022, anunciou que, no final desse mesmo mês - coincidindo com o início da XV legislatura - passaria a ser assessora parlamentar do CHEGA, um partido de direita populista frequentemente considerado de extrema-direita, com posições muito diferentes das que Cristina Rodrigues havia adotado enquanto deputada, tanto no PAN quanto como deputada não inscrita. Ela prestaria serviços como assessora jurídica. Apesar das diferenças políticas, durante o período em que ocupou o cargo de deputada não inscrita, foi quem mais votou a favor das propostas do CHEGA, em comparação com os outros partidos representados, incluindo a também deputada não inscrita Joacine Katar Moreira.
Em abril de 2022, a imprensa revelou que Cristina Rodrigues havia sido constituída arguida a 31 de março, no contexto do processo de um apagão informático que, em 2020, resultou na eliminação indevida de e-mails de dirigentes do PAN.
Na VI Convenção Nacional do CHEGA, em Viana do Castelo, Cristina Rodrigues, enquanto diretora nacional do departamento jurídico do CHEGA, apresentou uma proposta de alteração aos estatutos do partido, pela Direção Nacional. Na sua intervenção, criticou a análise dos juízes do Tribunal Constitucional, afirmando que existe influência política, uma vez que os juízes eram eleitos pelos partidos na Assembleia da República: "O Tribunal é composto por 13 juízes nomeados pela Assembleia da República. Tenho a certeza, de que se não fossem nomeados pelos partidos políticos a sua posição teria muito mais garantias de imparcialidade". Na mesma Convenção Nacional, foi eleita para o Conselho de Jurisdição Nacional do Partido como Vice-Presidente.
Em janeiro de 2024, André Ventura, confirmou que seria a primeira candidata mulher, número três, pela lista do Porto do CHEGA para as eleições legislativas de 2024.
No início de 2025, André Ventura revelou que Cristina Rodrigues integraria a lista do CHEGA pelo círculo do Porto nas legislativas de 2025, ocupando novamente, o terceiro lugar. Rodrigues foi reeleita pelo CHEGA.

## Deputada à Assembleia da República

### XVI Legislatura da República Portuguesa
A 10 de março de 2024, foi eleita deputada à Assembleia da República pelo CHEGA, pelo círculo eleitoral de Porto, marcando o seu regresso ao Parlamento. Na XVI Legislatura, integrou a Comissão de Assuntos Constitucionais, onde atuou como coordenadora do grupo parlamentar. Em abril de 2024, foi designada relatora de um projeto de lei do PAN que visava alargar a tutela criminal dos animais.
Ganhou destaque nacional como relatora da Comissão Parlamentar de Inquérito (CPI) ao caso das gémeas luso-brasileiras tratadas com o medicamento Zolgensma. Durante os trabalhos da comissão, foi responsável por redigir o relatório final. No entanto, o documento que apresentou gerou controvérsia ao acusar o Presidente da República de "abuso de poder" e considerar a sua conduta "especialmente censurável". Em março de 2025, a proposta de relatório foi submetida a votação na comissão e rejeitada na íntegra, com o CHEGA a ser o único partido a votar a favor. Este episódio consolidou a notoriedade de Cristina Rodrigues no panorama político português.

#### Comissões parlamentares na XVI Legislatura
- Comissão de Assuntos Constitucionais, Direitos, Liberdades e Garantias [Coordenador GP]
- Comissão Parlamentar de Inquérito - Verificação da Legalidade e da Conduta dos Responsáveis Políticos Alegadamente Envolvidos na Prestação de Cuidados de Saúde a duas Crianças (Gémeas) Tratadas Com o Medicamento Zolgensma [Efetiva]
- Comissão Eventual para o acompanhamento integrado da execução e monitorização da Agenda Anticorrupção [Vice-Presidente]

## Resultados eleitorais

### Eleições legislativas
| Data | Partido | Partido | Distrito | Posição     | CI.    | Votos         | %              | +/-    | Status                                            | Notas                                                         |
| ---- | ------- | ------- | -------- | ----------- | ------ | ------------- | -------------- | ------ | ------------------------------------------------- | ------------------------------------------------------------- |
| 2015 |         | PAN     | Setúbal  | 1.ª (em 18) | 5.º    | 8 167         | 1,93 / 100,00  |        | Não eleita                                        |                                                               |
| 2019 | 5.º     | PAN     | Setúbal  | 1.ª (em 18) | 17 529 | 4,44 / 100,00 | 2,51           | Eleita | Tornou-se deputada não-inscrita em junho de 2020. |                                                               |
| 2024 |         | CHEGA   | Porto    | 3.ª (em 40) | 3.º    | 170 190       | 15,33 / 100,00 | 10,96  | Eleita                                            | Coordenadora técnica e diretora jurídica do grupo parlamentar |
| 2025 |         | CHEGA   | Porto    | 3.ª (em 40) | 3.º    | 226 806       | 20,67 / 100,00 | 5,34   | Eleita                                            | Vice-Presidente do Grupo Parlamentar                          |